# تریگوه بویسن
تریگوه بویسن (نروژی: Trygve Bøyesen; ۱۵ فوریهٔ ۱۸۸۶ – ۲۷ ژوئیهٔ ۱۹۶۳) ژیمناست هنری اهل نروژ بود.